# Стеван Христић
Стеван Христић (Београд, 19. јун 1885 — Београд, 21. август 1958) био је српски композитор, диригент, педагог и музички писац. Истакнути је представник позноромантичарске стилске оријентације у српској музици прве половине 20. века. Најзначајнији је српски композитор прве половине 20. столећа.

## Биографија
Рођен је у Београду као старији син министра и дипломате Косте Христића (1852—1927) и Лепосаве рођене Живадиновић. Био је унук председника Владе Николе Христића (1818—1911).
Својом свеукупном делатношћу је био најистакнутији композитор у Србији у првој половини 20. века. Прва музичка знања је стекао у Мокрањчевој школи, да би потом студије наставио у Лајпцигу (1904–1908), и то композицију код Ш. Крела (Krehl) и Р. Хофмана (Hofmann), а диригентски курс код А. Никиша (Nikisch). После краћег рада у Српској музичкој школи боравио је у Риму, Москви и Паризу (1910–1912). Пред Први светски рат вратио се у Београд и започео диригентску активност у Народном позоришту и педагошку делатност у Српској музичкој школи (данас Музичка школа „Мокрањац“) и богословији. Између два светска рата дао је допринос развоју музичког живота Београда као један од оснивача и први шеф и диригент Београдске филхармоније (1923–1934), диригент Београдске опере (1925–1935, њен директор), један од оснивача и првих наставника Музичке академије у Београду (предавао је композицију 1937–1950, вршио дужност ректора 1943–1944). Изабран је 1948. за дописног и 1950. за редовног члана Српске академије наука и руководио радом Музиколошког института.
Након Другог светског рата, 1945. учествовао је у оснивању Удружења композитора Србије, чији је био дугогодишњи председник, такође је био и први председник Савеза композитора Југославије основаног 1950. године.
По њему се зове Основна музичка школа „Стеван Христић” Младеновац.

## Стваралаштво
Христићев опус није великог обима, али укључује опсежна дела: оперу Сутон (1925), балет Охридска легенда (1947), ораторијум Васкрсење (1912), више оркестарских композиција (сценске музике за позоришне комаде), дела из области духовне музике (Литургија, Опело), концертантне (Симфонијска фантазија за виолину и оркестар, Рапсодија за клавир и оркестар), као и хорске композиције (Јесен, Дубровачки реквијем) и камерну вокалну лирику (мањи број дела: Била једном ружа једна, Ластавица, Елегија, Вече на шкољу, Бехар). Први пут се појављује као позоришни композитор 1907. године у Београду, када пише музику за народни комад "Чучук Стана", од Милорада Петровића - Сељанчице. Христићев музички језик одликују мелодијска инвенција, колоритна оркестрација, позноромантичарска и делимично импресионистичка хармонија, јасноћа и прегледност формалне структуре. По својој примарно романтичарској оријентацији он се донекле разликује од друге двојице својих савременика Коњовића и Милојевића, у чијим делима има више радикалних захвата у савремени стилски израз. Христић је ближи мокрањчевским коренима те његов опус представља мост од романтичарских основа ка модерним струјањима. Христићево најзначајније дело је први целовечерњи српски балет Охридска легенда.

### Охридска легенда

#### Историјат настанка и поставки
Мада је композитор започео рад на балету још крајем двадесетих година и први чин балета извео у време прославе поводом 25 година свог рада (1933), завршио га је тек после Другог светског рата. Премијера је била у Народном позоришту 29. 11. 1947. у поставци Маргарите Фроман, са сценографијом Владимира Жедринског и костимима Милице Бабић. Балет је успех доживео и на бројним гостовањима у Единбургу 1951, Атини 1952, Висбадену и Салцбургу 1953, Женеви и Цириху 1953, Фиренци и Бечу 1955, Каиру 1961, Барселони 1965. Оригиналне поставке је имао је на скопској, загребачкој и љубљанској сцени, у Новом Саду, Сарајеву, Ријеци, Марибору, а 1958. извођен је и у московском Позоришту Станиславског и Немирович-Данченка. За московску премијеру Христић је додао још неке нумере, сачинивши тако коначну верзију дела. Охридска легенда је сценски извођена више од 1300 пута, имала је 24 поставке (премијере и обнове), на којима су ангажована четири инострана и десет југословенских кореографа (неки су се више пута обраћали овом делу), а од тога је шест премијера реализовано у Београду. Интегрално извођење и први снимак целокупне музике балета (према редакцији партитуре Дејана Деспића из 1985) направљени су 2008. године (диригент Бојан Суђић, Хор и Оркестар Радио телевизије Србије), поводом обележавања педесете годишњице од смрти аутора.

#### Музички језик
У музици балета смењују се прокомпоновани одсеци, у којима се развија драмска радња, и заокружене нумере – игре, којима се најчешће зауставља драмска акција. Окосницу музичког тока гради неколико изражајних лајтмотива који се симфонијски разрађују. Два водећа лајтмотива изведена су из тематизма Мокрањчеве Десете руковети: песме Биљана платно белаше и Пушчи ме. У балету су, осим ова два цитата коришћени и тема популарне Биљане, и један запис народне песме В. Ђорђевића (Пијем вино и ракију...), који нема лајтмотивску функцију, већ се јавља само као тема завршног момачког кола. Водећи лајтмотиви симболизују лик саме Биљане и љубав двоје младих, а поред њих, као изражајни издвајају се и мотиви Биљаниног оца и мача, мада имају епизодну улогу. Цитати су главни тематски материјал дела који обезбеђује његово садржајно јединство. Са мотивима се ради на симфонијски начин, а симфонијски развој је у служби драматургије балета: трансформација мотива у нераскидивој је вези са током радње, промене су тумач психолошких преживљавања актера или музичка карактеризација драмског сукоба.
Хармонска средства која Христић користи углавном су једноставна, али има и смелих решења (у оквирима романтичарских средстава изражавања). Крећу се у распону од модалности, преко употребе специфичних лествичних образаца (балкански мол, целостепена лествица – само у мелодијској линији, фригијски молдур) до типично позноромантичарске проширене тоналности. Најизразитији аспект Христићевог дела чини богатство звучности оркестра. То долази до изражаја и у четири оркестарске свите са кључним деловима балета (снимак Београдске филхармоније, диригент Емил Табаков, 1998).

### Сутон
Сутон (1925) здружује искуства веристичке музичке драме и елементе импресионистичког музичког језика. Дело је компоновано према готово интегралном тексту друге (симболистичке) драме Дубровачке трилогије Иве Војновића и одсликава атмосферу у дому старе угледне породице Бенеша у време пропадања дубровачке властеле почетком 19. века, после пада републике. У средишту радње је неостварива љубав двоје младих који припадају различитим друштвеним сталежима, а сви други ликови су тек делимично скицирани. Жанр-сцене аутор свесно избегава наглашавајући камерни карактер дела и доследно остајући у оквирима лирско-психолошке драме. У либрето су, осим Војновићевог текста укључени и стихови песме Снови Јована Дучића (за Лујов ариозо Вај, како то боли), која се својом атмосфером добро уклапа у емотивни тон драме.
Христићев Сутон је по форми музичка драма, вокална деоница је претежно третирана као праћени речитатив, мелодика је условљена психолошки продубљеним тумачењем текста, али је истовремено и певачки логична. Оркестарски парт је главни носилац лајтмотива, али они у опери нису развијани са доследношћу коју ће Христић потом применити у свом балету. Један од основних мотива који прожима цело дело јесте мотив сутона из уводне музике.

### Васкрсење
Васкрсење, први ораторијум у српској музици, рађен на текст Драгутина Илића, изведен је 1912. године, најављујући тако нова жанровска интересовања младе композиторске генерације. Уводна музика за ово дело изводи се као самосталан оркестарски комад под именом Поема зоре.

### Оркестарска музика
Занимљиво је да, упркос томе што је одлично познавао оркестар, Христић нема посебан афинитет према симфонијској музици. Овој области посветио је релативно мали број дела, и то углавном слободније грађе: увертиру за Чучук Стану, симфонијску поему На селу (први став недовршене симфоније) и два концертантна дела, писана врло ефектно: Симфонијску фантазију за виолину и оркестар (1908), дипломски рад из Лајпцига и Рапсодију за клавир и оркестар (1942).

### Духовна дела
Међу најзначајније прилоге развоју српске духовне музике убрајају се Христићева Литургија и, нарочито, Опело у бе-молу, у којима се он слободно служи позноромантичарском хармонијом и гради густу, местимично полифоно третирану фактуру хорског става.

### Филмска музика

#### Композитор
| Год.     | Назив                 | Улога \|- style="background: Lavender; text-align:center; " | 1940.-те_ | 1940.-те_ | 1940.-те_ | 1940.-те_ |
| 1948.    | Софка                 | /                                                           |           |           |           |           |
| 1950.-те |                       |                                                             |           |           |           |           |
| 1953.    | Била сам јача         | /                                                           |           |           |           |           |
| 1970.-те |                       |                                                             |           |           |           |           |
| 1972.    | Чучук Стана (ТВ филм) | /                                                           |           |           |           |           |

#### Диригент
| Год.  | Назив         | Улога \|- style="background: Lavender; text-align:center; " | 1950.-те_ | 1950.-те_ | 1950.-те_ | 1950.-те_ |
| 1953. | Била сам јача | /                                                           |           |           |           |           |

## Одабрана дела
- Чучук Стана, музика за комад с певањем, 1907.
- Симфонијска фантазија за виолину и оркестар, 1908.
- Јесен, за мешовити хор, 1910.
- Васкрсење, ораторијум, 1912.
- Опело у бе-молу, за мешовити хор, 1915.
- Сутон, опера, 1925. (прерада 1954)
- Дубровачки реквијем, за сопран и мешовити хор, 1930.
- На селу, симфонијска поема, 1935.
- Рапсодија за клавир и оркестар, 1942.
- Охридска легенда, балет, 1947. (први чин 1933, допуна 1958)
- Врањанска свита, за мали оркестар, 1948.
- Музика за позоришне комаде (Краљ Лир, Бура, Хамлет, Уображени болесник, Круг кредом, Лазарево васкрсење, Вечити младожења и др.)

#### Издања
- Прва свита из „Охридске легенде“, Београд, Просвета, 1955
- Охридска легенда (клавирски извод Илије Маринковића, ред. Миленко Живковић), Београд, Просвета, 1964.

#### Дискографија
- -{Ohridska legenda (četiri svite iz baleta), CD, Beogradska filharmonija i Emil Tabakov, Beograd, Komuna CD 9011, 1988.
- Suite No 1 from the ballet „Ohridska legenda/The Legend of Ohrid“, CD New Sound 112, Beograd, Komuna, 1998.
- Rapsodija za klavir i orkestar, CD, Simfonijski orkestar RTS i Bojan Suđić, PGP RTS, 2000, CD 430961}-